# Верховский 2-ой сельсовет
Верховский 2-ой сельсовет, 2-й Верховский сельсовет, Верховский сельсовет № 2, Верховский сельский Совет № 2 — упразднённая в 1954 году административно-территориальная единица в Верховажском районе Вологодской области Российской Федерации. Административный центр — деревня ?.

## География
2-й Верховский сельсовет охватывал границы территории Верховья с населенными пунктами по правому берегу реки Ваги.

## История
Образован на территории Верховской волости Вельского уезда Вологодской губернии
в 1927 году. На основании постановления ВЦИК 15.07.1929 года в сельсовет переведён в состав Верховажского района Няндомского округа Северного края. По постановлению ВЦИК от 23.06.1930 Няндомский округ был ликвидирован, сельсоветы подчинялись Северному крайисполкому. На основании постановления ВЦИК от 30.07.1931 Верховажский район был ликвидирован, Верховский 2-ой сельсовет стал относится к Вельскому району Северного края. Постановлением ВЦИК от 25.01.1935 Верховажский район был восстановлен. С образованием Вологодской области 23.09.1937, Верховский 2-ой сельсовет вошёл в Верховажский район Вологодской области.
По данным переписи 1939 года в Верховском сельском совете № 2 насчитывалось: 20 деревень, 25 хуторов, 1 смолзавод. Общая численность населения — 733 человека, из них: мужского пола — 287 чел., женского пола — 446 чел.
Самыми крупным населенными пунктами 2-го Верховского сельского совета на период 1939 года являлись: д. Киселево — 115 чел., д. Основинская 108 чел., д. Родионовская — 91чел., д. Боровиковская — 79 чел., д. Данилково 35 чел., д. Щекотовская (Щекотиха) — 25 чел
18 июня 1954 года Верховские сельские Советы № 1 и 2 объединены в Верховский сельсовет

## Состав
В 1940 году в состав Верховского 2-го сельсовета входили 46 населённых пунктов.
| тип НП  | Название               |
| ------- | ---------------------- |
| хутор   | Александровский        |
| хутор   | Баландинский (Баланец) |
| деревня | Бокиевская (Горка)     |
| деревня | Боровиковская          |
| деревня | Бурганинская           |
| хутор   | Васильевский 1         |
| хутор   | Васильевский (Степица) |
| деревня | Данилково              |
| хутор   | Ждановского            |
| деревня | Закаменная             |
| деревня | Запоповская            |
| хутор   | Захаровский            |
| деревня | Зяблуха (Исаково)      |
| хутор   | Ивановский             |
| деревня | Киселево               |
| хутор   | Леонидовский           |
| деревня | Леутинская             |
| хутор   | Лисий                  |
| деревня | Лопатинская            |
| деревня | Макарцево              |
| хутор   | Матерухинский          |
| хутор   | Мечеринский            |
| хутор   | Миронкино              |
| хутор   | Нажратовский           |
| хутор   | Николаевский (Чикень)  |
| хутор   | Орёл 1 (Игнахин)       |
| хутор   | Орёл 2 (Игнахин)       |
| деревня | Основинская            |
| хутор   | Павловский (Игнатьев)  |
| деревня | Погибловская (Погибло) |
| хутор   | Поддурский             |
| деревня | Подуласовская          |
| деревня | Поповская              |
| деревня | Родионовская           |
| хутор   | Ростов                 |
| деревня | Самара (Зимницы)       |
| деревня | Сафроновская           |
| завод   | Смолозавод             |
| деревня | Теляшевская            |
| хутор   | Фёдоровский 1          |
| хутор   | Фёдоровский 2          |
| деревня | Фроловская             |
| хутор   | Хромцовский            |
| хутор   | Чашинский              |
| хутор   | Ширяевский             |
| деревня | Щекотовская            |

## Население
По данным всесоюзной переписи 1939 года общая численность населения — 733 человека, из них: мужчин — 287, женщин — 446. 